# Годар, Рош
Рош Годар (фр. Roch Godart; 1761—1834) — французский военный деятель, бригадный генерал (1809 год), барон (1809 год), участник революционных и наполеоновских войн.

## Биография
Родился в семье купца и бондаря Маклу Годара (фр. Maclou Godart; 1726—1802) и его супруги Марии Мюскине (фр. Marie Jeanne Austreberthe Musquinet; 1725—1796). Поступил на службу 13 марта 1779 года солдатом Орлеанского пехотного полка и был назначен капралом 1 марта 1782 года. 4 октября 1786 года получил полный отпуск и удалился домой.
Когда началась Французская война за независимость, он вернулся на службу и был избран 31 октября 1792 года вторым подполковником 6-го батальона волонтёров Па-де-Кале. 1 августа 1793 года Годар возглавил батальон. С 1792 по 1794 годы служил в Северной армии. Участвовал в осаде Дюнкерка, где под ним убили лошадь. После деблокады этого места он перешел в Армию Самбре-и-Мааса, и под командованием Журдана участвовал в деблокаде Мобёжа, где командовал тремя сводными батальонами. Он принимал активное участие в осаде Маастрихта, а после занятия этого места правительство направило его в Рейнско-Мозельскую армию. 29 апреля 1795 года произведён в полковники, и возглавил 198-ю бис-полубригаду первого формирования, в которую вошёл его бывший батальон. Участвовал в блокаде Майнца. 198-я полубригада отвечала за охрану берегов Рейна между Нёф-Бризаком и Страсбургом. 26 января 1796 года 198-я полубригада стала частью 79-й полубригады линейной пехоты. Сражался в Рейнской армии под началом генерала Моро в Швабии и Тироле. 79-я, которой в ходе этой кампании приходилось постоянно сражаться против австрийской дивизии численностью от 10 до 12 000 человек, потеряла убитыми, ранеными или взятыми в плен 64 офицера и 1600 унтер-офицеров и солдат. В январе 1797 года переведён в Итальянскую армию Бонапарта. В июне 1797 года направлен комендантом на остров Корфу. Выдержал жесточайшую осаду в течение четырёх месяцев. В конце концов, несмотря на его усилия и мужество, 3 марта 1799 года ему пришлось капитулировать, а гарнизон вернулся во Францию. Остальная часть 79-й полубригады, составлявшая гарнизоны Кефалонии, Итаки и Сент-Мора, была взята в плен турками, и отправлена в каторжную колонию Константинополя.
79-я полубригада, которая за время своего пребывания на островах Леванта дала новые и многочисленные доказательства преданности и потеряла почти половину своей численности под огнём противника, по прибытии в Лион получила приказ прийти в гарнизон Парижа, где приняла участие в событиях 18 брюмера. Она оставалась некоторое время в столице Франции, после чего ушла в Западную армию, с которой совершила кампании 1800 и 1801 годов под командованием генералов Брюна и Бернадота. С 1803 по 1804 годы служил в лагерях Байонны, Сента и Ла-Рошели.
10 мая 1800 года в Сен-Серване женился на Элене Дюкло-Гюйо (фр. Zoé Hélène Jeanne Duclos-Guyot; 1778—), от которой имел двух сыновей и дочь.
18 сентября 1805 года полковник Годар получил приказ присоединиться вместе с первыми тремя батальонами своего полка к Итальянской армии маршала Массена. Его полк входил в состав дивизии Молитора. В январе 1806 года дивизия вошла в состав Армии Далмации. В июне 1806 года двинулся на помощь городу Рагуза, где генерал Лористон оказался блокированным отрядом из 3000 русских и 6000 черногорцев. Колонна под командованием полковника Годара состояла из четырёх элитных рот 81-го линейного полка, нескольких восточных егерей и отряда морлаков, всего около 1800 человек. 6 июля 1806 года она оказался в присутствии противника; полковник Годар, рассчитывая на храбрость своих войск, которым он всегда подавал пример, смело приблизился к противнику. После энергично проведённой штыковой атаки черногорцы и русские были опрокинуты и доведены до такого разгрома, что не смогли сплотиться и оставили всю свою артиллерию, боеприпасы и обоз во власти французов. Затем место в Рагузе было разблокировано. Полковник Годар принял блестящее участие в делах, которые происходили на Канали и возле Кастельнуово против черногорцев и русских в сентябре и октябре того же года. Он участвовал во всех экспедициях, состоявшихся в 1807 и 1808 годах против турецких и далматинских повстанцев, принимал участие в кампании 1809 года в Германии. В битве при Госпиче его полк атаковал позиции австрийской армии, которая хотела помешать проходу французов в Хорватию. Он снова сражался при Граце и в битве при Ваграме, и его поведение в этот последний день принесло ему звание бригадного генерала, которое было присвоено ему 11 сентября 1809 года.
14 сентября 1809 года был зачислен в 8-й корпус генерала Жюно. 1 декабря возглавил 3-ю бригаду в 1-й дивизии Риво. 14 декабря переведён в дивизию Клозеля в Испании. Участвовал в кампаниях 1810 и 1811 годов в рядах армий Испании и Португалии и участвовал в осаде Асторги, Сьюдад-Родриго и Алмейды.
19 июля 1811 года возвратился во Францию. 27 ноября 1811 года был назначен командующим департамента Тарн в 9-м военном округе. 22 июля 1812 года он был вызван в Великую Армию, и прикомандирован 17 сентября к 4-му корпусу вице-короля Эжена. С 4 октября по 9 декабря выполнял функции губернатора Вильны. 27 января 1813 года вернулся во Францию. В марте 1813 года возглавил 2-ю бригаду 9-й пехотной дивизии. 1 июня 1813 года был назначен в состав наблюдательного корпуса крепости Майнц. 25 июня стал командиром 1-й бригады 43-й пехотной дивизии Кларареда. 7 августа 43-я дивизия вошла в состав 14-го корпуса. Командовал авангардом, который двинулся к границам Богемии. Генерал Годар, имевший при себе примерно 1500 пехотинцев, 200 конных егерей и две пушки, был атакован 22 августа у Гисхюбеля авангардом противника, состоявшим из 4000 пехотинцев, кавалерийского полка и шести артиллерийских орудий. Он энергично отразил первые атаки австрийцев, но новые атаки привели к потери почти трети войск, что вынудило Годара отступить к Дрездену, постоянно отбиваясь от наседающего неприятеля. В этом случае под ним погибли две лошади и он получил тяжёлую контузию правой руки. 26 августа в битве при Дрездене генерал Годар получил ранение в бедро. Вынужденный покинуть поле боя и переправленный в Дрезден, он оставался там до момента капитуляции 11 ноября, означавшей возвращение французов в свою страну. Однако эта капитуляция была недостойно нарушена, и генерал Годар с соратниками попал в плен. Вывезенный в Венгрию, он оставался там до мира 1814 года.
Вернувшись во Францию 24 мая 1814 года, он отошёл от службы. По возвращении с острова Эльбы император указом от 29 марта 1815 года вновь поручил генералу Годару командование департаментом Тарн. При втором возвращении Бурбонов он получил 8 августа 1815 года приказ прекратить свои функции и был допущен в отставку 6 октября того же года.
Он умер в Рене 8 мая 1834 года.

## Воинские звания
- Солдат (13 марта 1779 года);
- Капрал (1 марта 1782 года);
- Командир батальона (31 октября 1792 года);
- Полковник (29 апреля 1795 года);
- Бригадный генерал (11 сентября 1809 года).

## Титулы

Герб барона

- Барон Годар и Империи (фр. baron Godart et de l'Empire; декрет от 15 августа 1809 года, патент подтверждён 31 декабря 1809 года в Париже)[2][3].

## Награды
Легионер ордена Почётного легиона (11 декабря 1803 года)
 Офицер ордена Почётного легиона (14 июня 1804 года)
 Кавалер военного ордена Святого Людовика (19 июля 1814 года)
 Коммандор ордена Почётного легиона (23 августа 1814 года)